# Camp de sûreté de Vorbruck-Schirmeck
Pour la commune, voir Schirmeck.
Le camp de sûreté de Vorbruck-Schirmeck, en allemand Sicherungslager Vorbruck-Schirmeck, est un camp de redressement nazi situé dans la commune de Schirmeck, Bas-Rhin, en Alsace annexée, pendant la Seconde Guerre mondiale, qui fonctionna de 1940 à 1944.
Il était destiné aux Alsaciens et Mosellans réfractaires au régime nazi, hommes et femmes, ainsi qu'à leurs familles en représailles. Mais il reçut en fait des prisonniers d'un peu partout, au hasard des sorts individuels, de l'évolution des lois répressives nazies.
Il reçut notamment plus d'une centaine de résistants appartenant au réseau Alliance dont 108 furent assassinés dans la nuit du 1er au 2 septembre 1944, transportés pour l'exécution au camp du Struthof en même temps que 360 autres détenus.

## Le camp

### Création
Pendant la drôle de guerre, l'Armée française fait construire dans cet endroit protégé de la vallée de la Bruche un petit camp de six baraques destinées à accueillir des réfugiés de la ligne de front.
Après la défaite, sur l'initiative du Gauleiter Robert Wagner, chef du Gau de Bade-Alsace, et du Dr Gustav Scheel, commandant du Sicherheitsdienst (SD) du sud-ouest, les Allemands l'agrandissent et le transforment en camp de rééducation, Erziehungslager ou Umschulungslager, puis en camp de sûreté, Sicherungslager. L'initiative en revient au SD, service de sécurité de la SS.

### La vie au camp

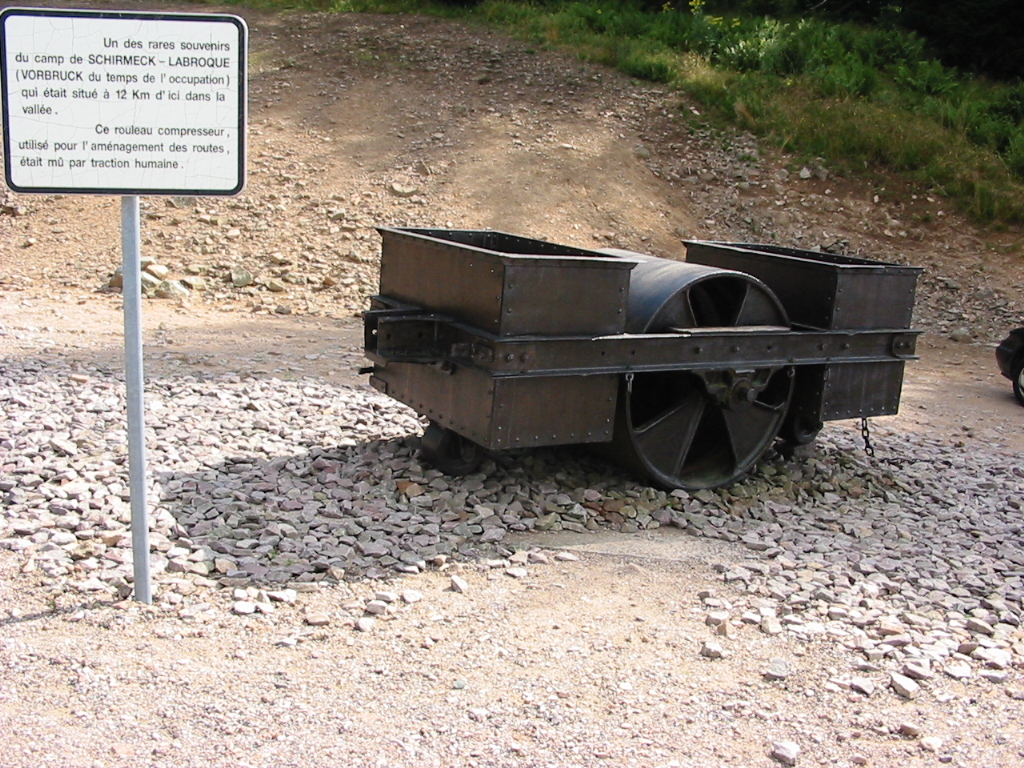
Rouleau-compresseur pour l’aplanissement des routes, mu par traction humaine et utilisé au camp.

Le commandement est confié au SS-Hauptsturmführer Karl Buck qui le garde jusqu'à la fin. La violence et la terreur caractérisent cet homme à la jambe de bois, dont les détenus évoquent l'insoutenable regard.
Schirmeck est un camp de travail pénible et avilissant. Interrogatoires, endoctrinement, harcèlement, brimades, coups, tortures physiques et morales, privations, parfois meurtres sont utilisés par les nazis. Tout déplacement s'effectue en courant.
Un Vorhof, ou avant-camp, comprend un commissariat (Kommandantur) et des petites cellules utilisées comme salles d'interrogatoire par la Gestapo, jouxtant la résidence de Karl Buck. Au fond se situe le camp des femmes, dont la gardienne en chef fut une Alsacienne.
Les kommandos de travail issus du camp, notamment ceux des carrières de pierres d’Hersbach et de la base aérienne d'Entzheim, sont pour les nazis une source de revenus rapportant jusqu'à 150 000 reichsmark par mois .
Le camp de Schirmeck se situe à 6 km du camp du Struthof, que des détenus de Schirmeck ont construit, à l’écart dans la montagne, et qui est un camp de travail Nacht und Nebel.
On dénombre ainsi 78 exécutions[réf. nécessaire] à Schirmeck même, et plusieurs centaines de détenus envoyés au Struthof pour être assassinés.
Parmi les internés exécutés à Schirmeck, on peut citer :
-Antoine Becker, emprisonné le 2 août 1944. Ancien commissaire des Renseignements généraux de Strasbourg, commissaire divisionnaire de police à Marseille, il est arrêté pour avoir participé à la répression du réseau Karl Roos. Il est assassiné sur le chemin de Struthof. 
-Joseph Schmidlin, prêtre catholique réfractaire au nazisme qui y est mort le 10 janvier 1944
-Ceslav Sieradzki, résistant alsacien d'origine polonaise et membre de la Main Noire qui y est assassiné le 12 décembre 1941
-Pierre Seel, alsacien qui y a été interné pour homosexualité, a témoigné dans son livre de l'assassinat de son amant sur la place d'appel devant tous les détenus.
En septembre 1942, le camp compte 1 400 détenus. On estime à 25 000[réf. nécessaire] le nombre total de personnes ayant été détenues au camp.

### Typologie des prisonniers
Les prisonniers portent un bout de tissu distinctif cousu : rouge pour les prisonniers politiques, vert pour les clandestins, jaune pour les juifs, polonais et russes, bleu pour les ecclésiastiques, prostituées et homosexuels, à carreaux pour les asociaux et les droits communs, violet pour les témoins de Jéhovah.

#### Camp de rééducation
Cela concerne des détenus emprisonnés et - a priori - libérés au bout de leur peine. C'est le cas par exemple des 106 jeunes gens de Hochfelden arrêtés pour avoir célébré publiquement le 14 juillet 1941, ou les familles des fusillés de Ballersdorf en 1943. Citons aussi Pierre Seel, emprisonné jusqu'en mai 1941 pour son homosexualité, victime de tortures répétées, puis libéré, incorporé car alsacien dans l'Armée allemande et muté sur le front de l'Est.
Environ 10 000[réf. nécessaire] Alsaciens et Mosellans sont passés par le camp avec des durées de détention variant de quelques jours à plusieurs mois.
Le seul nom de Schirmeck terrorisait les Alsaciens et, sous le manteau, circulait cette prière :
| « Lieber Herrgot, mach' mich stumm, Dass ich nicht nach Schirmeck kumm! Lieber Herrgot, mach' mich blind, Dass ich alles sehr schön find! Lieber Herrgot, mach' mich taub Dass ich alle Lügen glaub'! » | « Mon Dieu, rends-moi muet, Pour que je n'aille pas à Schirmeck ! Mon Dieu, rends-moi aveugle, Pour que je trouve tout très beau ! Mon Dieu, rends-moi sourd, Pour que je croie tous les mensonges ! » |  |

On disait aussi que SOS signifiait : « Schweige oder Schirmeck », c'est-à-dire « Tais-toi, sinon c'est Schirmeck »

#### Camp de transit
Pour d'autres, c’est un camp de transit, un centre d'interrogatoire où sont détenus des résistants locaux et nationaux, des juifs, des mineurs polonais, des Allemands opposés au nazisme réfugiés en France, etc., avant d’être dirigés vers les camps de concentration ou d'extermination.

### Fermeture du camp de Schirmeck et transfert des détenus aux camps de Gaggenau-Rotenfels puis Haslach

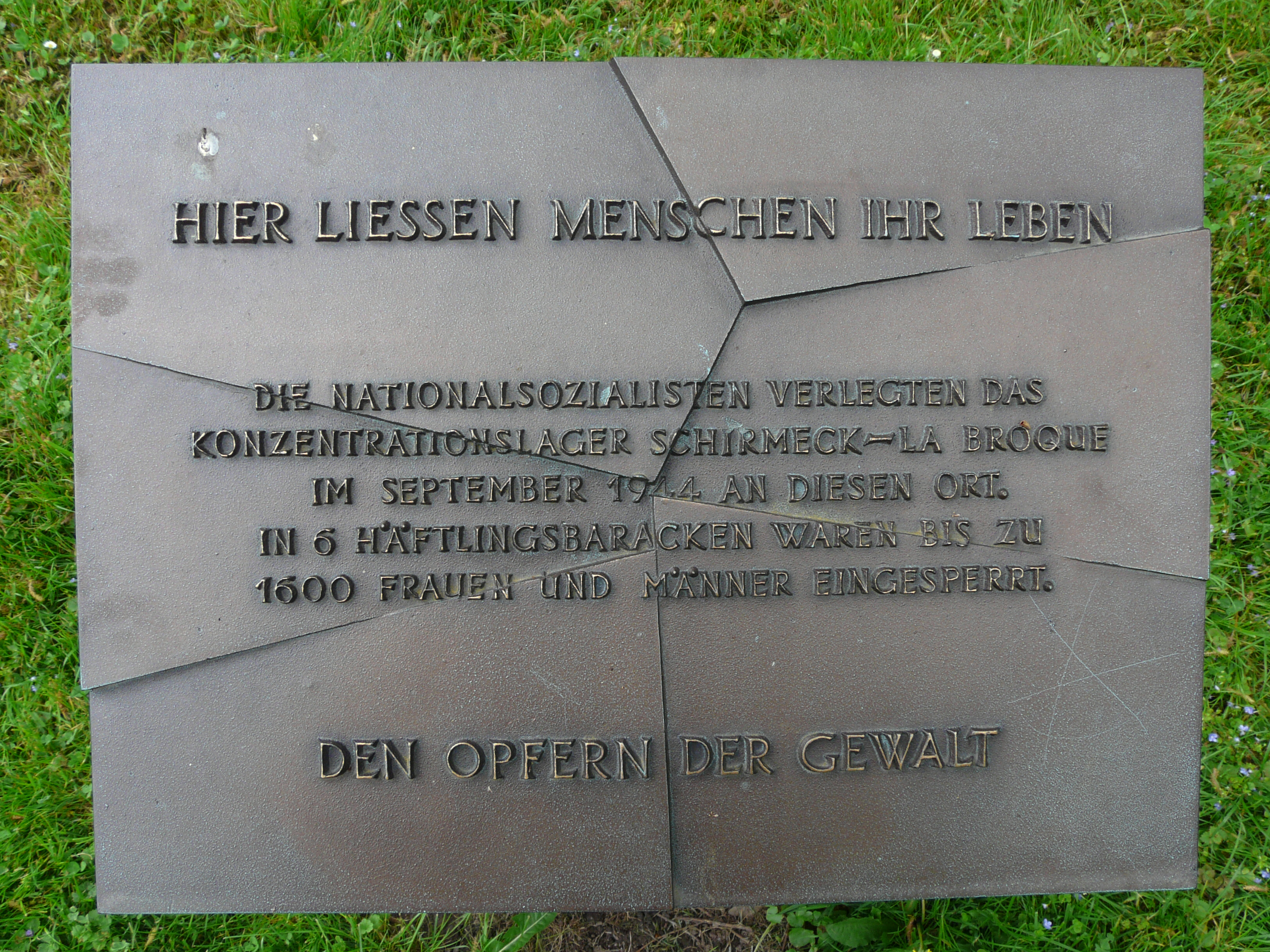
Plaque en mémoire des victimes du nazisme transportées en septembre 1944 du camp de Schirmeck-La Broque au camp de Rotenfels à Gaggenau, Allemagne.

Mis en service le 2 août 1940, il fonctionna jusqu'à la libération du camp le 22 novembre 1944. Une partie des prisonniers est évacuée progressivement à partir du 25 août 1944 et jusqu'en novembre 1944 (fermeture définitive de Schirmeck) vers une annexe de l'autre côté du Rhin : le camp de sécurité de Rotenfels (près de Gaggenau) dirigé par Robert Wunsch où 1600 détenus sont loués à la Gestapo par l'usine Daimler-Benz. Mais à l'automne 1944, la zone subit deux bombardements aériens qui détruisent une partie de la ville, du camp et de l'usine. Le directeur Robert Wunsch établit des bulletins de sortie officiels qui libèrent les détenus. 
Une partie de la production d'armement est déplacée. 700 détenus sont transférés à Haslach où il est prévu d'aménager les mines désaffectés Vulcan pour y accueillir une usine. Les galeries de la mine servent à la fois de camp et d'usine. Les conditions de vie sont tellement inimaginables que le tribunal de Rastatt décide d'effectuer une visite des lieux lors du procès du camp de Schirmeck à la fin des années 1940.
Ils ne furent libérés qu'en mars 1945.
Le directeur de Rotenfels Robert Wunsch établit des bulletins de sortie officiels qui libèrent les détenus restant puis se livre aux alliés. Il est condamné à mort par le tribunal militaire de Strasbourg puis transféré au tribunal général de Rastatt qui le condamne à un an de prison grâce à des témoignages en sa faveur.
Le directeur de Schirmeck Karl Buck fut condamné à mort par le tribunal militaire britannique de Wuppertal en mai 1946, par le tribunal militaire de Rastatt en février-mars 1947 et par le tribunal militaire de Metz en janvier 1953 (jugement cassé), il fut condamné aux travaux forcés à perpétuité par le tribunal militaire de Paris en juillet 1953. Il fut néanmoins élargi le 6 avril 1955 après presque 10 ans d'emprisonnement.

### Le camp de Schirmeck aujourd'hui

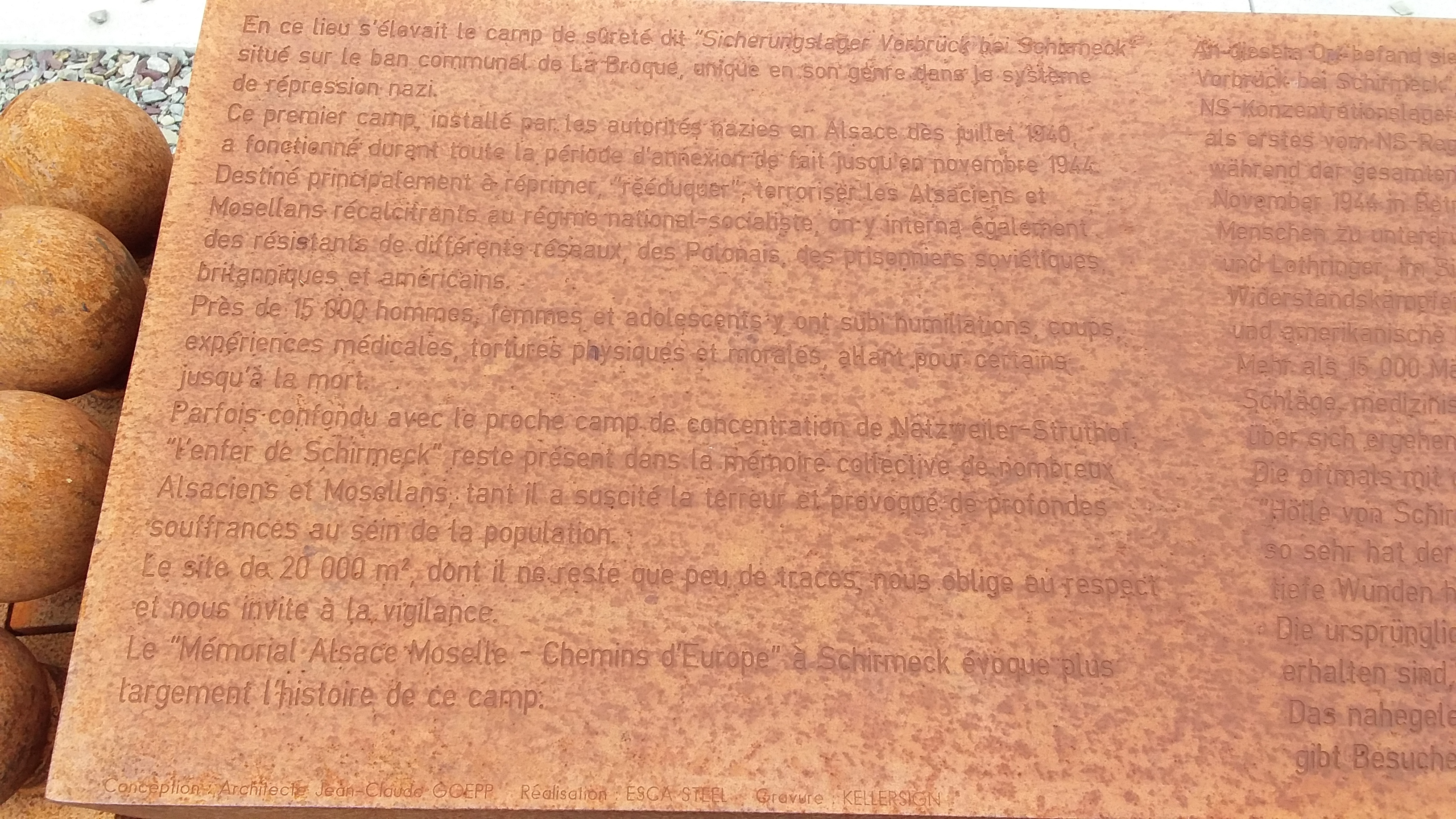
photo du texte de la stèle de camp de Schirmeck à la broque

Il ne reste quasiment plus rien de ce camp, intégralement démonté entre 1954 et 1960. Seule existe la rue du Souvenir (avec une plaque sur le bâtiment de la Kommandantur).  
Une stèle mémorielle a été mise en place en 2019. 

Pour perpétuer cette mémoire, le Mémorial de l'Alsace-Moselle, a ouvert le 18 juin 2005 à proximité du camp de Schirmeck et du camp de concentration de Natzweiler-Struthof, l'histoire du camp y est abordée  dans la partie « Ralliements, résistance et répression ».

## Filmographie
- Judith Voelker, Les procès de Rastatt. Des criminels de guerre devant la justice française / Die Rastatter Prozesse. Kriegsverbrecher vor Gericht, Moving Story Productions/SWR/SR/Arte, 2020[14].